# Station Surochów
Station Surochów is een spoorwegstation in de Poolse plaats Surochów.